# Diocesi di Suchitepéquez-Retalhuleu
La diocesi di Suchitepéquez-Retalhuleu (in latino Dioecesis Suchitepequensis-Retalhulensis) è una sede della Chiesa cattolica in Guatemala suffraganea dell'arcidiocesi di Los Altos, Quetzaltenango-Totonicapán. Nel 2022 contava 604.340 battezzati su 929.770 abitanti. È retta dal vescovo Pablo Vizcaino Prado.

## Territorio
La diocesi comprende i dipartimenti guatemaltechi di Suchitepéquez e di Retalhuleu.
Sede vescovile è la città di Mazatenango, dove si trova la cattedrale di San Bartolomeo.
Il territorio è suddiviso in 25 parrocchie.

## Storia
La diocesi è stata eretta il 31 dicembre 1996 con la bolla Ad aptius consulendum di papa Giovanni Paolo II, ricavandone il territorio dall'arcidiocesi di Los Altos, Quetzaltenango-Totonicapán e dalla diocesi di Sololá (oggi Sololá-Chimaltenango).
Originariamente suffraganea dell'arcidiocesi di Santiago di Guatemala, il 24 novembre 1998 per effetto del decreto Ad uberius Christifidelium della Congregazione per i vescovi è entrata a far parte della provincia ecclesiastica di Los Altos, Quetzaltenango-Totonicapán.

## Cronotassi dei vescovi
Si omettono i periodi di sede vacante non superiori ai 2 anni o non storicamente accertati.
- Pablo Vizcaino Prado, dal 31 dicembre 1996

## Statistiche
La diocesi nel 2022 su una popolazione di 929.770 persone contava 604.340 battezzati, corrispondenti al 65,0% del totale.
| anno | popolazione | popolazione | popolazione | presbiteri | presbiteri | presbiteri | presbiteri                | diaconi | religiosi | religiosi | parrocchie |
| anno | battezzati  | totale      | %           | numero     | secolari   | regolari   | battezzati per presbitero | diaconi | uomini    | donne     | parrocchie |
| ---- | ----------- | ----------- | ----------- | ---------- | ---------- | ---------- | ------------------------- | ------- | --------- | --------- | ---------- |
| 1999 | 497.000     | 710.000     | 70,0        | 21         | 18         | 3          | 23.666                    |         | 4         | 51        | 16         |
| 2000 | 498.416     | 712.023     | 70,0        | 23         | 18         | 5          | 21.670                    |         | 6         | 51        | 17         |
| 2001 | 541.775     | 773.964     | 70,0        | 22         | 19         | 3          | 24.626                    |         | 4         | 51        | 17         |
| 2002 | 541.775     | 773.964     | 70,0        | 24         | 21         | 3          | 22.573                    |         | 4         | 51        | 18         |
| 2003 | 541.775     | 773.964     | 70,0        | 22         | 20         | 2          | 24.626                    |         | 3         | 50        | 18         |
| 2004 | 451.750     | 645.356     | 70,0        | 21         | 19         | 2          | 21.511                    |         | 3         | 51        | 18         |
| 2010 | 496.000     | 707.000     | 70,2        | 25         | 24         | 1          | 19.840                    |         | 1         | 39        | 18         |
| 2014 | 559.246     | 779.000     | 71,8        | 30         | 28         | 2          | 18.641                    |         | 4         | 42        | 20         |
| 2017 | 599.000     | 834.000     | 71,8        | 29         | 29         |            | 20.655                    |         |           | 33        | 21         |
| 2020 | 583.170     | 897.190     | 65,0        | 33         | 32         | 1          | 17.671                    |         | 1         | 29        | 23         |
| 2022 | 604.340     | 929.770     | 65,0        | 32         | 32         |            | 18.885                    |         |           | 40        | 25         |